# Simopone bakeri
Simopone bakeri är en myrart som beskrevs av Menozzi 1926. Simopone bakeri ingår i släktet Simopone och familjen myror. Inga underarter finns listade i Catalogue of Life.

## Bildgalleri

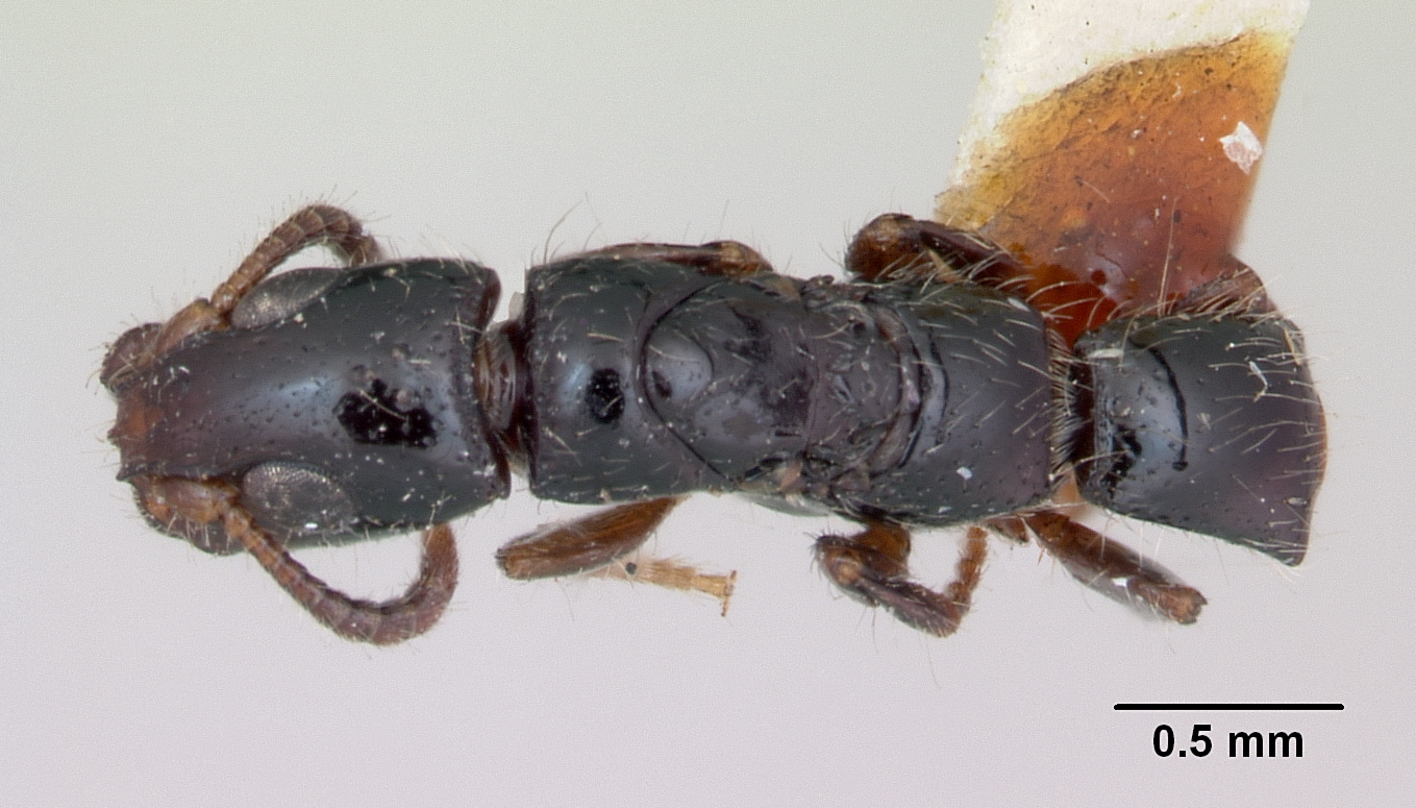
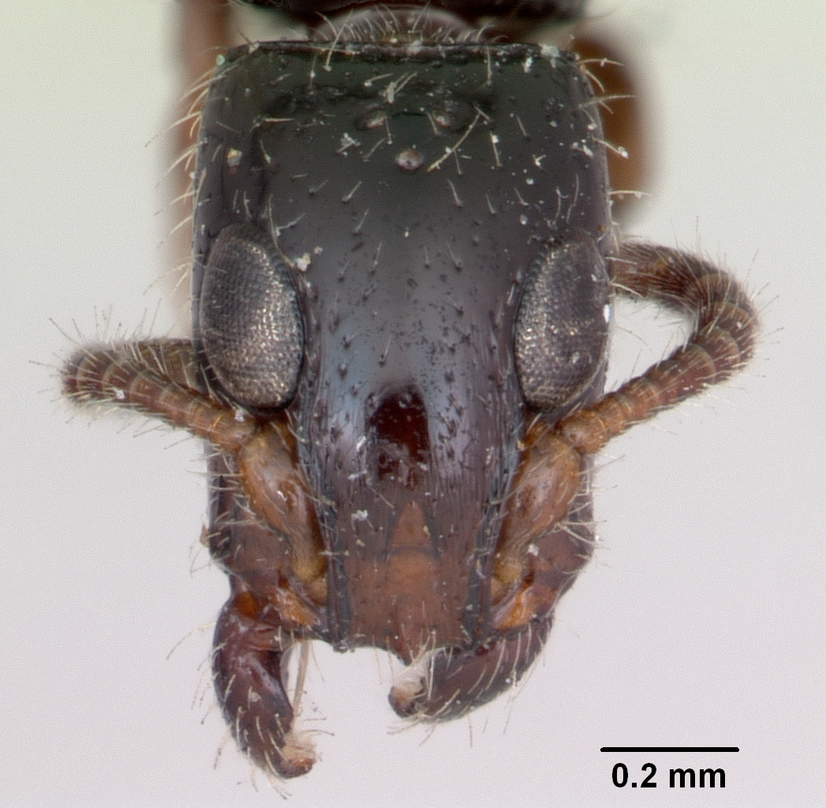
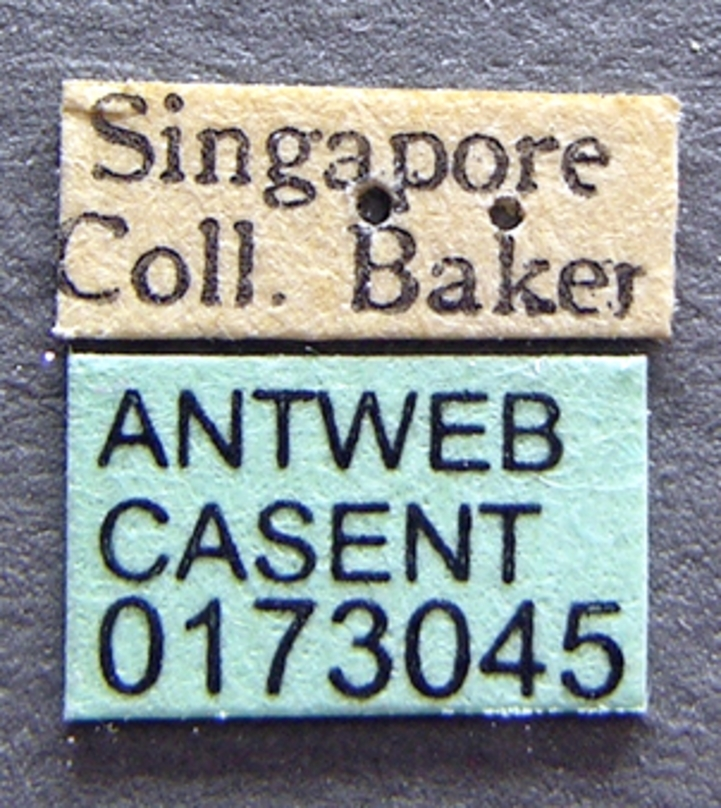
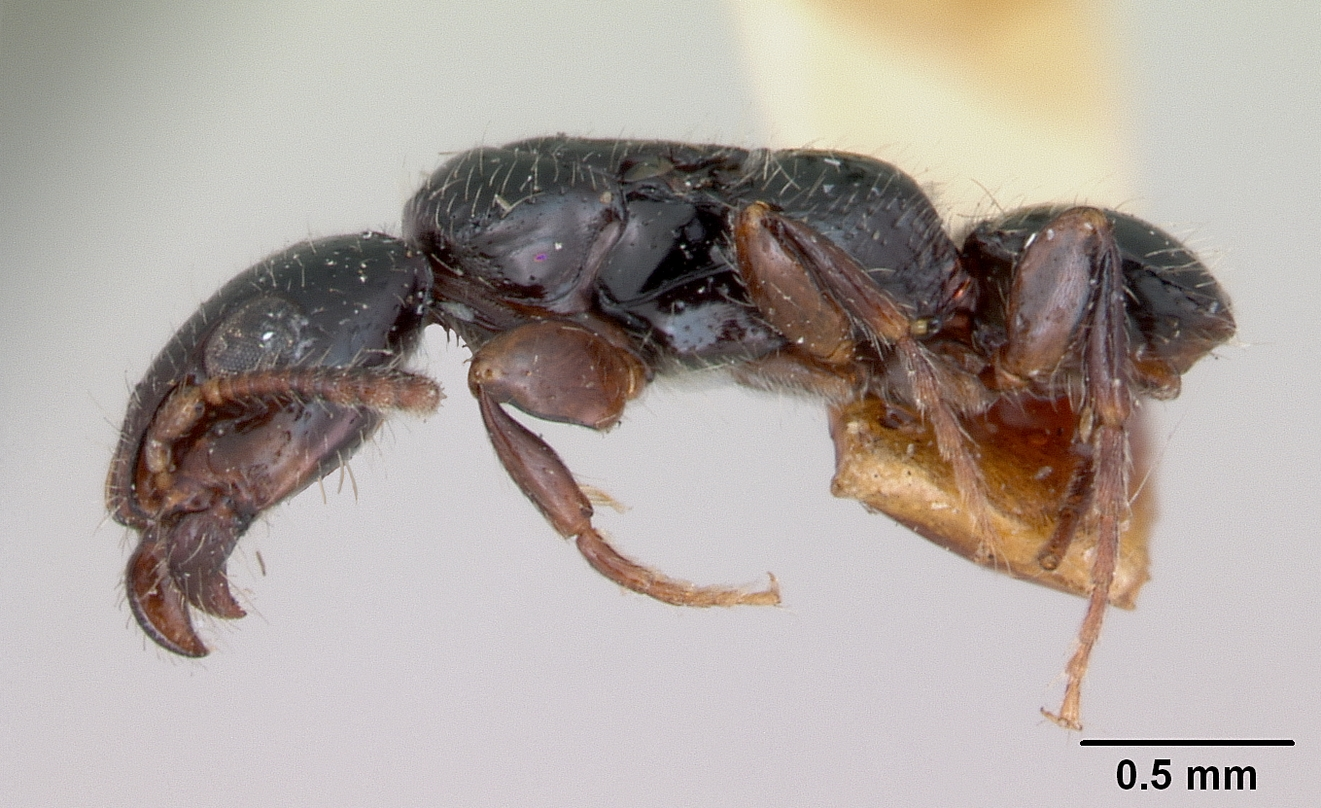